# Čačovič
Čačovič je priimek več znanih Slovencev:
- Franc Čačovič (*1927–2014), gradbeni inženir
- Matjaž Čačovič (*1951), gospodarstvenik
- Aleš Čačovič (*1976), finančnik